# 坂本紘二
坂本 紘二（さかもと こうじ、1944年 - ）は、日本の環境学者。元下関市立大学学長、元山口大学監事。

## 経歴
日本統治時代の朝鮮京城（現：韓国ソウル）生まれ、福岡県福岡市育ち。
1973年3月、九州大学大学院工学研究科博士課程単位取得満期退学後、同大学工学部助手。1995年4月、下関市立大学教授。2007年4月、同学長（-2010年3月）。2010年4月　山口大学監事に就任。
環境学、土木技術論を専攻する観点から、市や県の施策や市民活動に参加。また、筑後川流域の水利や、「もたせ」にみられる治水システムに関する研究を行っている。下関市新市庁舎建設候補地検討委員会の委員長やごみ減量等推進審議会員、NPO法人「環境みらい」の理事長も務めている。